# 10th Mississippi Infantry
Le 10th Mississippi Infantyr est un régiment d'infanterie de l'armée des États confédérés pendant la guerre de Sécession. Il combat lors de plusieurs campagnes et batailles sur le théâtre occidental.

## Le «vieux» 10th Mississippi
Le 10th Mississippi Infantry est organisé en mars 1861 avec un enrôlement initial de 841 officiers et soldats pour une durée d'un an. Parmi les officiers, on trouve le futur général confédéré Joseph R. Davis, un neveu du président Jefferson Davis. Les compagnies originelles, sous le commandement du colonel Seaburne M. Phillips, sont les suivantes :
- Compagnie A - Fusiliers du Mississippi (comté de Hinds)
- Compagnie B - Fusiliers de Ben Bullard (comté d'Itawamba)
- Compagnie C - Tirailleurs de Port Gibson Tirailleurs, aussi appelée Fusiliers de Port Gibson (comté de Claiborne)
- Compagnie D - Lowndes Southrons (comté de Lowndes)
- Compagnie E - Sud Avengers (comté de Lowndes)
- Compagnie F - Cadets de Hill City (comté de Warren)
- Compagnie G - Fusiliers de Rankin (comté de Rankin)
- Compagnie H - Fusiliers de Bahala (comté de Copiah)
- Compagnie I -Fusiliers de Madison (comté de Madison)
- Compagnie K - Fusiliers « minute » de Yazoo (comté de Yazoo)

Les troupes sont rassemblées à Mobile, en Alabama, et sont transportés vers Pensacola, en Floride, pour un service de garnison pour aider à armer les défenses côtières. Elles campent près de fort Barrancas, en face de fort Pickens et de l'Île de Santa Rosa, tous les deux tenus par les troupes de l'Union des troupes. Plusieurs compagnies se mettent à la construction de nouvelles fortifications ou au renforcement de celles existantes, ainsi qu'au soutien des équipes d'artillerie pendant les bombardements périodiques sur plus de quatre mois. Le colonel Phillips et de dizaines d'autres hommes meurent de maladie pendant qu'ils sont en poste près de Pensacola. Le régiment épuisé combat lors de la bataille de l'Île de Santa Rosa, en octobre 1861.
En février 1862, le régiment est renvoyé au Mississippi, où il est embrigadé avec d'autres troupes du Mississippi, sous les ordres du colonel James R. Chalmers. La durée de l'enrôlement arrive à échéance en mars.

## Le «nouveau» 10th Mississippi
Le régiment est réorganisé à Corinth, le 15 mars 1862, pour une durée de deux ans. Les nouvelles compagnies sont :
- Compagnie A - Volontaires de Horn Lake [anciennement Co. E, 9 MS Infanterie] (comté de DeSoto)
- Compagnie B - Natchez Southrons [également répertorié en tant que Co. C] (comté d'Adams)
- Compagnie C - Fusiliers de Ben Bullard [également répertorié en tant que Co. D] (comté d'Itawamba)
- Compagnie D - Fusiliers du Mississippi [également répertorié en tant que Co. G] (comté de Hinds)
- Compagnie E - Lowndes Southrons (Lowndes County)
- Compagnie F - Port Gibson Fusilier (Comté De Claiborne)
- Compagnie G - Gardes de Fulton [également répertorié en tant que Co. B] (comté d'Itawamba)
- Compagnie H - Fusiliers de Rankin [également répertorié en tant que Co. A] (comté de Rankin)
- Compagnie I - Fusiliers de Bahala (comté de Copiah)
- Compagnie K - BeauregardReleif (comté de Tippah)
- Compagnie L - Compagnie du capitaine Finley
- Compagnie M - Compagnie du capitaine Dobson
- Compagnie N - Compagnie du capitaine Bell
- Compagnie O - Compagnie du capitaine Inge
- Compagnie P - Compagnie du capitaine Betts

En avril, le nouveau 10th Mississippi, désormais sous le commandement du colonel Robert A. Smith et ne comptant seulement 360 hommes, combat lors de la bataille de Shiloh dans l'ouest du Tennessee. Plus tard, il participe à la campagne du Kentucky de Braxton Bragg et subit d'importantes pertes lors de la bataille de Munfordville, y compris le colonel Smith. La brigade de Chalmers, comprenant le 10th Mississippi, prend part à l'avancée vers Louisville au mois de septembre. Sous les ordres du colonel James Barr, Jr, le 10th combat lors de la bataille de Perryville, avant de retraiter avec l'armée défaite de Bragg à travers le Cumberland Gap le 20 octobre 1862. Marchant à travers le Tennessee, le régiment campe près de Murfreesboro, dans le Tennessee, en novembre. Il combat lors de la bataille suivante de Stones River à la fin de décembre et au début janvier 1863.
Le 10th Mississippi prend de nouveau part à la retraite générale confédérée, campant enfin près de Tullahoma dans le Tennessee, jusqu'en juillet 1863, année où il part pour Chattanooga et puis pour Bridgeport, dans l'Alabama. Par la suite, il participe à la campagne de Chickamauga en septembre et à l'attaque sur Missionary Ridge à Chattanooga en novembre avant de rejoindre ses quartiers d'hiver près de Dalton, en Géorgie.
Au printemps et l'été de 1864, la 10th Mississippi participe à la campagne d'Atlanta. Le colonel Barr est mortellement blessé lors de la bataille de Marietta et est remplacé par James M. Walker. Les survivants participe à la campagne de Franklin-Nashville en novembre avant l'hivernage, près de Meridian, Mississippi. Au printemps de 1865, les régiments consolidés prennent part à la campagne des Carolines avant de se rendre avec l'armée de Joseph E. Johnston à Bennett Place en Caroline du Nord en avril.

## Colonels
- Seaborn M. Phillips, est décédé à Pensacola
- Robert A. Smith, tué à Munfordville
- James Barr, Jr, mort en Géorgie
- James M. Walker, a démissionné